# Diporiphora
Diporiphora es un género de saurópsidos escamosos agámidos distribuidos por Australia y Nueva Guinea.

## Especies
Según The Reptile Database:
- Diporiphora adductus[1] Doughty, Kealley & Melville, 2012
- Diporiphora albilabris Storr, 1974
- Diporiphora ameliae[2] Couper, Melville, Emmott & Chapple, 2012
- Diporiphora arnhemica Storr, 1974
- Diporiphora australis (Steindachner, 1867)
- Diporiphora bennettii (Gray, 1845)
- Diporiphora bilineata Gray, 1842 (especie tipo)
- Diporiphora convergens Storr, 1974
- Diporiphora lalliae Storr, 1974
- Diporiphora linga Houston, 1977
- Diporiphora magna Storr, 1974
- Diporiphora margaretae Storr, 1974
- Diporiphora nobbi (Witten, 1972)
- Diporiphora paraconvergens[1] Doughty, Kealley & Melville, 2012
- Diporiphora phaeospinosa Edwards & Melville, 2011
- Diporiphora pindan Storr, 1980
- Diporiphora reginae Glauert, 1959
- Diporiphora superba Storr, 1974
- Diporiphora valens Storr, 1980
- Diporiphora vescus[1] Doughty, Kealley & Melville, 2012
- Diporiphora winneckei Lucas & Frost, 1896